# Mechtild Borrmann
Pour les articles homonymes, voir Borrmann.
Mechtild Borrmann, née en 1960 à Cologne, en Allemagne de l'Ouest, est une femme de lettres allemande, auteure de plusieurs romans policiers.

## Biographie
Elle effectue une formation en thérapie par la danse et le théâtre, puis travaille dans la restauration. 
En 2006, elle publie son premier roman, Rompre le silence (Wenn das Herz im Kopf schlägt) avec lequel elle obtient le Deutscher Krimi Preis (de) 2012. En 2014, elle fait paraître son cinquième roman policier (le deuxième traduit en français), Le Violoniste (Der Geiger) pour lequel elle est lauréate du grand prix des lectrices de Elle 2015.

## Œuvre

### Romans
- Wenn das Herz im Kopf schlägt (2006) Publié en français sous le titre Rompre le silence, Paris, Éditions du Masque, 2013  (ISBN 978-2-7024-3836-7)
- Morgen ist der Tag nach gestern (2007)
- Mitten in der Stadt (2009)
- Wer das Schweigen bricht (2011)
- Der Geiger (2012) Publié en français sous le titre Le Violoniste, Paris, Éditions du Masque, 2014  (ISBN 978-2-7024-4027-8) ; réédition, Paris, LGF, coll. « Le Livre de poche » no 34003, 2016  (ISBN 978-2-253-09289-6)
- Die andere Hälfte der Hoffnung (2014) Publié en français sous le titre L'Envers de l'espoir, Paris, Éditions du Masque, 2016  (ISBN 978-2-7024-4245-6)
- Trümmerkind (2016) Publié en français sous le titre Sous les décombres, Paris, Éditions du Masque, 2019  (ISBN 978-2-7024-4876-2)
- Grenzgänger (2018) Publié en français sous le titre Enfances perdues, Paris, Éditions du Masque, 2020  (ISBN 978-2-7024-4934-9)

### Autres ouvrages
- Freundschaftspreis (2009)
- Seltene Seerose (2009)
- Aufnahme (2010)
- Die Spur zurück (2013)

## Prix et distinctions

### Prix
- Deutscher Krimi Preis (de) 2012 pour Rompre le silence (Wenn das Herz im Kopf schlägt)[1]
- Grand prix des lectrices de Elle 2015 pour Le Violoniste (Der Geiger)[2]